# 794
| 794                |
| ------------------ |
| Dødsfald - Fødsler |
|                    |

| Gregoriansk kalender | 794 DCCXCIV             |
| Ab urbe condita      | 1547                    |
| Armensk kalender     | 243 ԹՎ ՄԽԳ              |
| Kinesiske kalender   | 3490 – 3491 癸酉 – 甲戌 |
| Etiopisk kalender    | 786 – 787               |
| Jødisk kalender      | 4554 – 4555             |
| Hindukalendere       |                         |
| - Vikram Samvat      | 849 – 850               |
| - Shaka Samvat       | 716 – 717               |
| - Kali Yuga          | 3895 – 3896             |
| Iransk kalender      | 172 – 173               |
| Islamisk kalender    | 177 – 178               |

Se også 794 (tal)